# Ferkó Sándor
Ferkó Sándor, Frankl (Kiskunhalas, 1910. február 11. – Budapest, 1991. június 12.) orvos, szülés-nőgyógyász, az orvostudományok kandidátusa (1957).

## Élete
Frankl Áron (1880–1945) fogorvos és Holländer Borbála (1883–1945) gyermekeként született zsidó családban. Tanulmányait a pécsi Erzsébet Tudományegyetem orvosi karán végezte, ahol 1933-ban szerzett oklevelet. 1931–1933-ban a Pécsi Kórbonctani Intézetben, 1933–1934-ben a debreceni Női Klinikán, 1934 és 1939 között a budapesti I. számú Női Klinikán volt tanársegéd. 1939–1944-ben a Szent Rókus Kórház III. számú sebészeti osztályán dolgozott segédorvosként, 1944–1945-ben pedig a budapesti Abonyi úti Kórház nőgyógyásza volt. A második világháború alatt munkaszolgálatos volt, de két bátyjával együtt túlélte a megpróbáltatásokat. Szüleik a holokauszt során életüket vesztették – emlékükre botlatóköveket helyeztek el Kiskunhalason. 1946-től a budapesti II. számú Női Klinikán volt egyetemi tanársegéd, majd adjunktus. Ugyanettől az évtől a Magyar Újságíró Szövetség szülész-nőgyógyásza volt. 1949-ben jelent meg legismertebb műve, a Zoltán Imrével jegyzett Nőgyógyászati műtéttan. 1958 és 1970 között egyetemi docens volt. Nőgyógyászati élettannal, hasi sebészettel foglalkozott, jelentős eredményeket ért el a méhen kívüli terhesség, a méh körüli gyulladás műtéti megoldása és a meddőség kórtanának kutatása területén.
Tagja volt a Korányi Sándor Társaságnak.

## Családja
Felesége Wittmann Ágnes volt, akit 1939. július 16-án Budapesten, a Terézvárosban vett nőül.
Testvérei szintén az orvosi pályát választották. Frankl Zoltán (1907–1998) szájsebészként nemzetközi hírnévre tett szert, akinek életéről 1995-ben könyv jelent meg a Whirlwind: The Life & Times of a Hungarian Doctor in the Twentieth Century címmel.

## Főbb művei
- Nőgyógyászati műtéttan (Zoltán Imrével, Budapest, 1949, 1967)
- A pathogen csírok okozta általános, heveny hashártyagyulladás szülészeti és nőgyógyászati vonatkozásai (doktori disszertáció)
- A függelék és méh körüli kötőszövet gyulladásos betegségei (Budapest, 1958)